# Maria Jasińska
Maria Jastrzębiec-Jasińska z d. Szymańska (ur. 22 lipca 1892 we Lwowie, zm. 27 lipca 1985 w Katowicach) – polska nauczycielka. 

## Życiorys

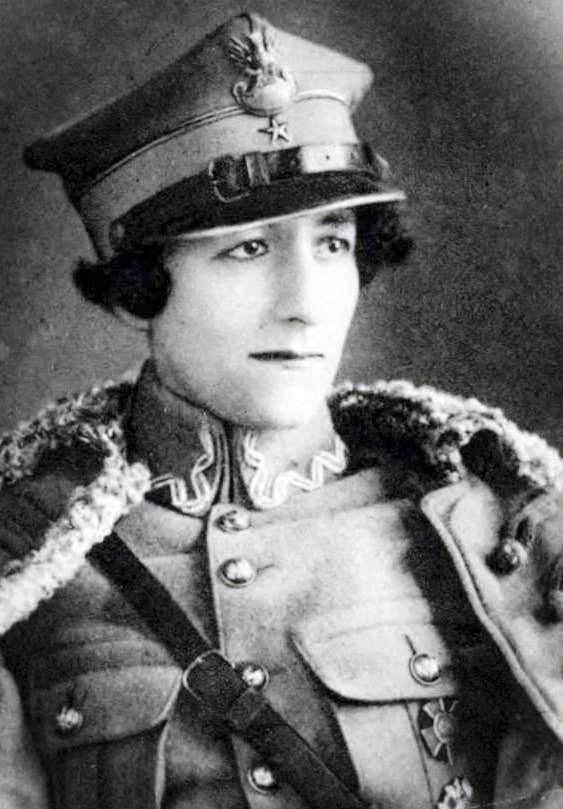
Maria Jasińska z domu Szymańska

Była córką Władysława i Klementyny Szymańskich oraz wnuczką Józefa i Joanny Bryłkowskich. Miała brata Filipa Władysława (1896–1969), inżyniera. W latach poprzedzających wybuch I wojny światowej zaangażowała się w działalność organizacji niepodległościowych. Była kurierką w oddziale Aleksandry Szczerbińskiej (później Piłsudskiej) I Brygady Legionów Polskich. Przeszła przeszkolenie w Polskiej Organizacji Wojskowej. W listopadzie 1918 roku wzięła udział w walkach o Lwów. Pełniła funkcje łączniczki i kurierki. W grudniu 1918 roku wstąpiła do nowo utworzonej Milicji Obywatelskiej Kobiet wchodzącej w skład Miejskiej Straży Obywatelskiej dowodzonej przez Marię Bednarską. W styczniu 1919 roku została przydzielona do 2 baterii 4 Pułku Artylerii Ciężkiej na Wysokim Zamku we Lwowie w plutonie kobiecym MOK pod dowództwem plutonowej Barbary Kamili Janoty który stanowił osłonę baterii. Pełniła funkcję zastępcy dowódcy plutonu. W maju 1920 roku została awansowana na stopień podporucznika i objęła stanowisko dowódcy 1 batalionu Ochotniczej Legii Kobiet we Lwowie. 27 lipca 1920 wydała rozkaz dzienny w 1 batalionie OLK z którego fragment jest dziś cytowany przez wielu historyków „...w nagrodę czeka was zaszczytna śmierć...”. Zweryfikowana została w 1922 roku w stopniu porucznika Wojska Polskiego. Zdemobilizowana w 1922 roku po rozwiązaniu Ochotniczej Legii Kobiet. Była nauczycielką na Kresach Wschodnich. Pełniła funkcję prezeski Związku Legionistek Polskich w oddziale we Lwowie do 1933 roku.
Za walki w obronie Lwowa w 1918/19 otrzymała Krzyż Walecznych, Krzyż Obrony Lwowa i Odznaką pamiątkową „Orlęta”. W uznaniu zasług na polu walki otrzymała od państwa polskiego majątek na Wołyniu w Horochowie. 

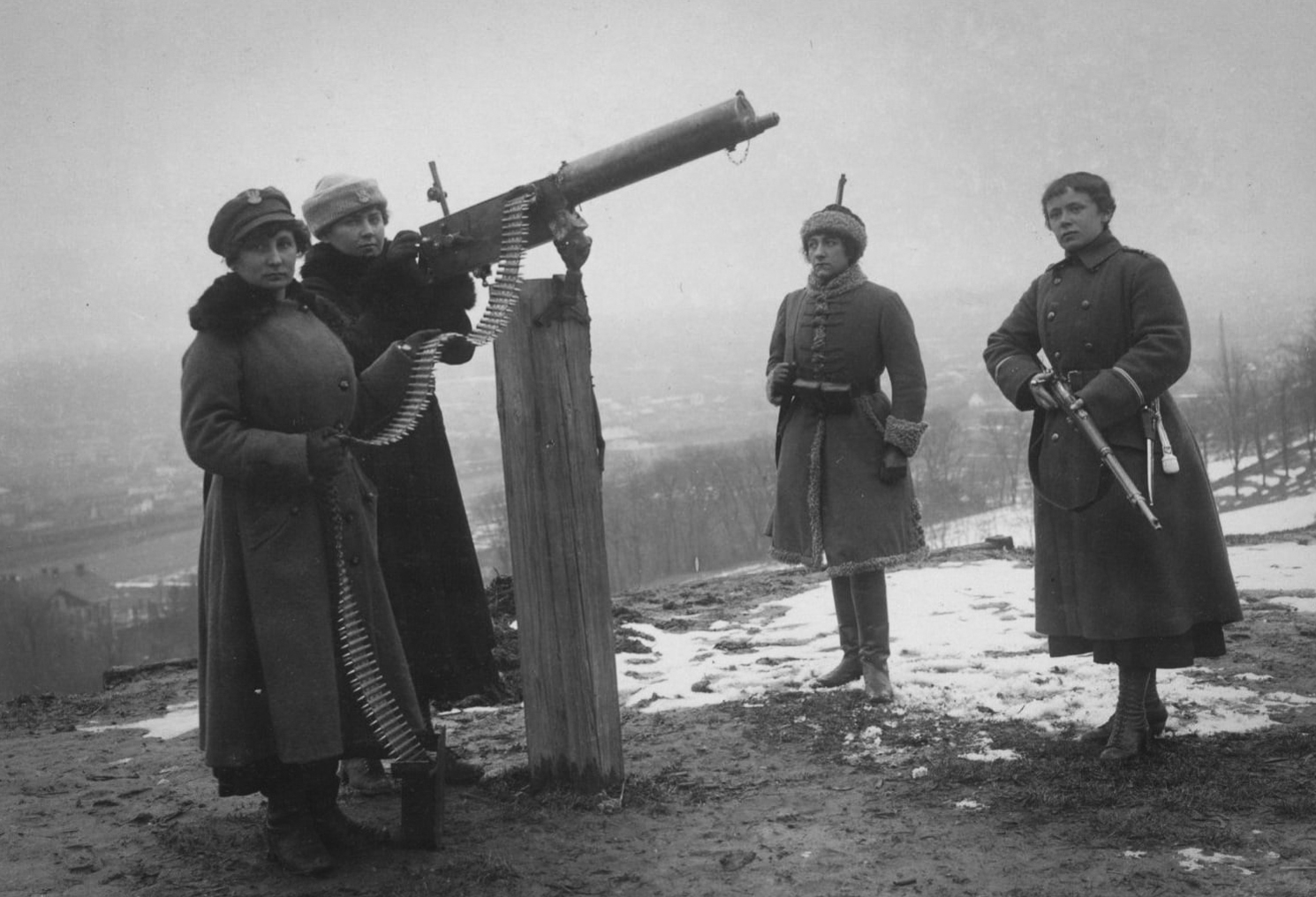
Oddział wartowniczy Milicji Obywatelskiej Kobiet na Wysokim Zamku zima 1919, Maria Szymańska – druga z prawej, z karabinem na ramieniu.

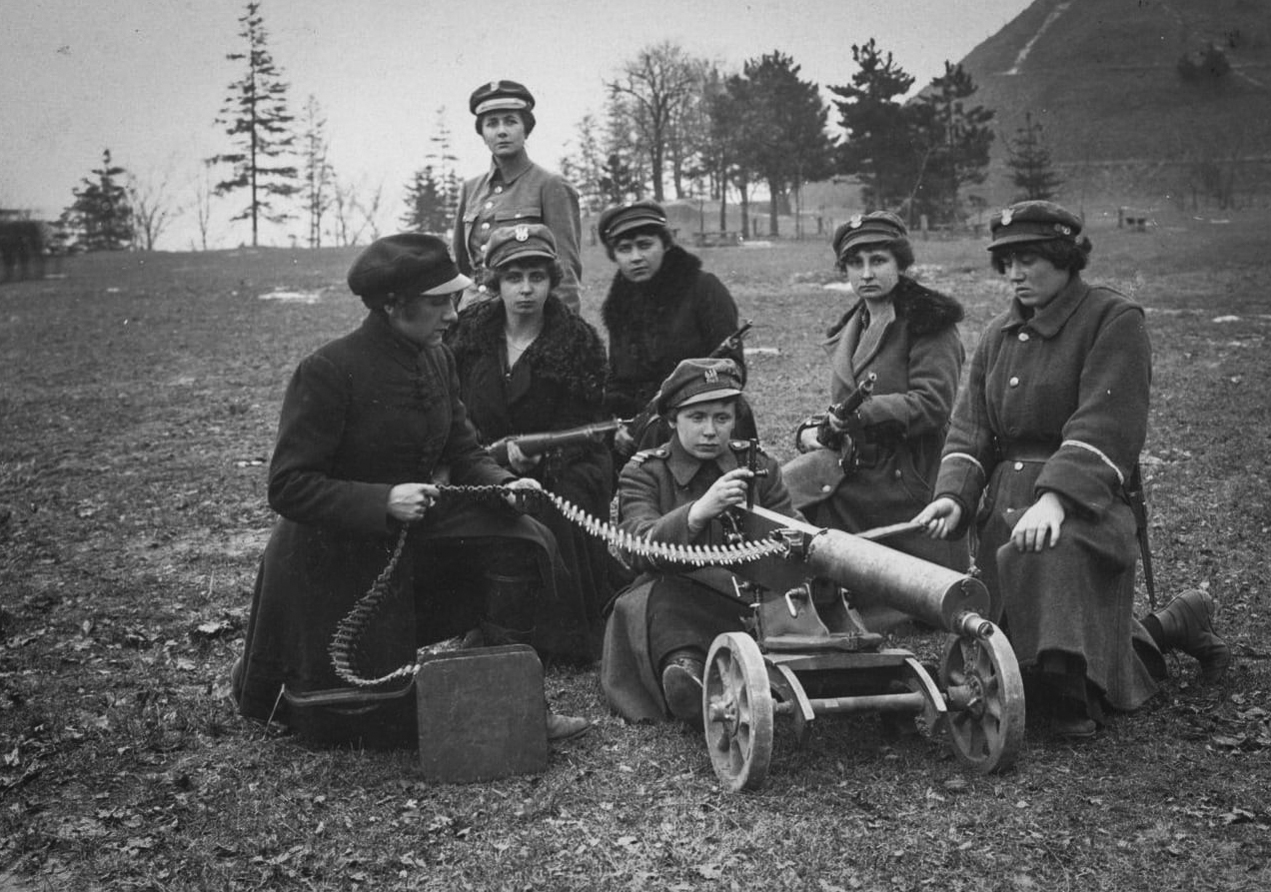
Oddział wartowniczy wchodzący w skład Miejskiej Straży Obywatelskiej we Lwowie (1919). Maria Szymańska trzyma pas z amunicją

W czasie II wojny światowej z uwagi na stan zdrowia sama wymagała opieki, którą w znacznej mierze podjęła się jedna z córek. Po wojnie mieszkała w Warszawie. Z uwagi na stan zdrowia nie podjęła się aktywności zawodowej. Była tercjarką franciszkańską.
Zmarła 27 lipca 1985 w Katowicach i tam została pochowana.

## Życie prywatne
W 1922 roku we Lwowie wzięła ślub z geodetą Ryszardem Jasińskim h. Jastrzębiec. Uroczystość odbyła się w Katedrze Ormiańskiej we Lwowie. Ze związku urodziły się dwie córki Alicja i Lidia. 2 lata po ślubie mąż zginął w wypadku (podczas pomiarów geodezyjnych utopił się na bagnach). 

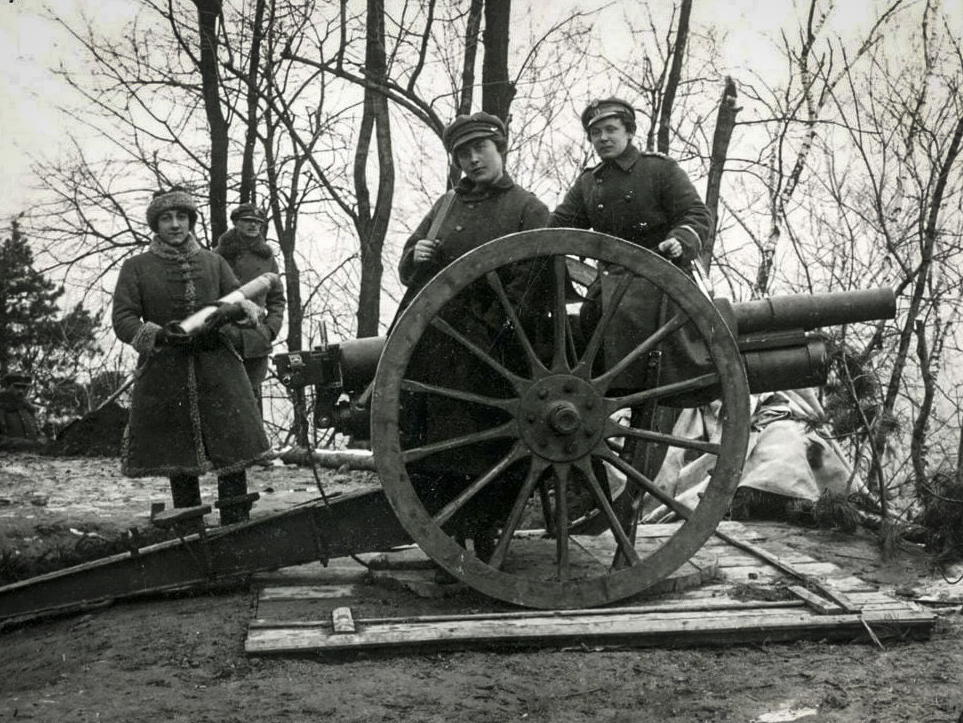
Oddział wartowniczy kobiet na Wysokim Zamku we Lwowie (1919). Maria Szymańska – pierwsza z lewej z pociskiem do armaty polowej wz.1902.